# Церковь Флора и Лавра (Игумново)
Церковь мучеников Флора и Лавра — приходской храм Подольской епархии Русской православной церкви в селе Игумново Серпуховского района, Московской области построенный в 1823 году. Здание храма является объектом культурного наследия и находится под охраной государства. В настоящее время храм действует, ведутся богослужения.

## История строительства храма

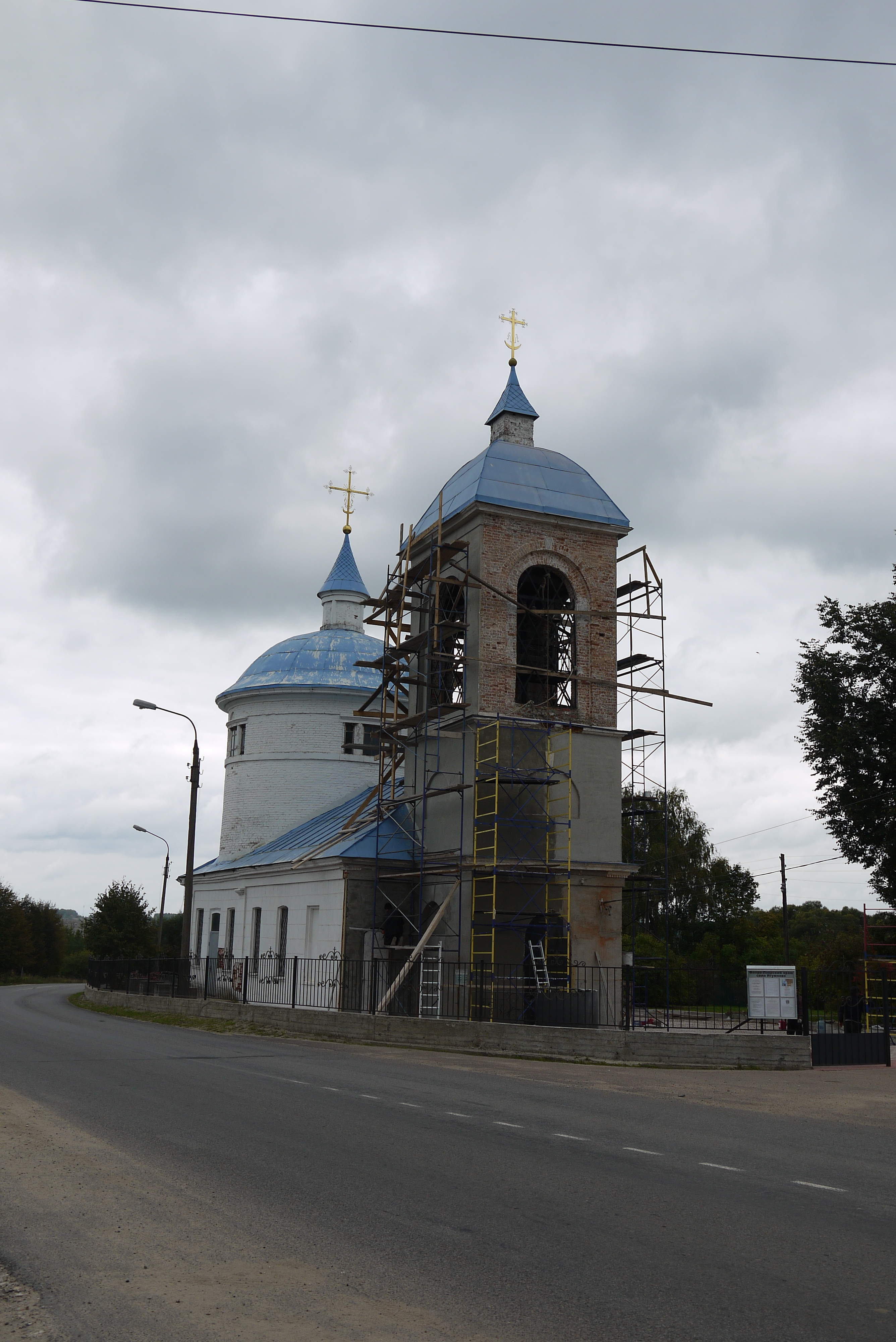
Реставрация храма

На протяжении нескольких веков село Игумново являлось вотчиной Высоцкого монастыря города Серпухова Московской области. В 1627 году здесь был расположен монастырский двор — на территории находилось 9 крестьянских дворов и один бобыльский. Построенная деревянная церковь некоторое время стояла «без пения». В 1672 году на смену старому зданию было возведено новое. С 1672 году при храме служил священник.
После секуляризации земель принадлежащих церкви, село Игумново стало казённым. 10 июля 1798 года деревянная Флоро-Лаврская церковь от молнии сгорела полностью. Каменная церковь была выстроена в 1800 году тщанием прихожан. Местное предание свидетельствует о том, что главным жертвователем был помещик сельца Саймоново. Освящение церкви состоялось лишь в 1823 году, после того как были проведены работы по обустройству иконостаса и расписаны стены храма. Архитектура церкви — отправляет исследователей к московскому классицизму. Само здание храма каменное с колокольней, покрытое железом. Обустроены были два престола: во имя святых мучеников Флора и Лавра и во имя святителя Саввы Сербского. В храме уникальная акустика. При современной реставрации в ротонде и куполе были обнаружены голосники — вмазанные в каменные стены глиняные горшки, игравшие роль своеобразных микрофонов. Голосники характерны для древнерусских церквей, а вот для храмов XIX века это редкость. В клировой ведомости за 1831 год было определено, что «причта положено издавна священник, дьячок и пономарь».
В 1939 году храм был закрыт, церковное имущество конфисковано, все ценности вывезены в Серпухов. Здание стали использовать под складские помещения различного назначения. Благодаря стараниям тогдашнего настоятеля протоиерея Савелия Гаврилина сохранились до наших дней особо почитаемые прихожанами большое деревянное распятие и ростовая икона архангела Михаила.
В 1980-е годы церковь была перестроена под нужды сельского клуба.

## Современное состояние
В начале 1990-х годов здание было передано верующим. С 1996 года во Флоро-Лаврском храме восстановлено богослужение. При храме активно работают воскресная школа «Пчелки» и приходская библиотека.
Храм святых мучеников Флора и Лавра в селе Игумново — единственный в России, где имеется придел святителя Саввы Сербского. По этой причине в храм часто приезжают как проживающие в России сербы, так и паломники из самой Сербии.
Флоро-Лаврский храм является памятником архитектуры регионального значения на основании постановления Правительства Московской области «Об утверждении списка памятников истории и культуры» № 84/9 от 15.03.2002 года.